# Lindsay Dracass
Lindsay Dracass (* 1984 in Sheffield) ist eine englische Popsängerin, die unter dem Künstlernamen Lindsay D bekannt wurde.

## Leben und Wirken
Sie wurde als 13-Jährige auf einer Wohltätigkeitsveranstaltung entdeckt und erhielt bald einen Plattenvertrag bei Universal. Der Sender BBC schlug das mittlerweile 17-jährige Schulmädchen für den Eurovision Song Contest 2001 in Kopenhagen vor. Obwohl sie zu den Favoriten im Wettbewerb gehörte, erreichte sie nur den 15. Platz mit ihrem Dance-Titel No Dream Impossible. In den UK-Single-Charts stieg der Song bis auf Platz 32.
Später war sie unter anderem Backgroundsängerin bei Paul Carrack.
Dracass hat eine Tochter und tritt nach wie vor regional auf.